# Gustav Lange
Pour les articles homonymes, voir Lange.
Gustav Lange (né à Schwerstedt en province de Saxe le 13 août 1830, mort à Wernigerode le 19 juillet 1889) est un pianiste et un compositeur prussien.
Gustav Lange a reçu de son père les premières leçons de piano et d'orgue. Il a étudié auprès d'August Wilhelm Bach, d'Eduard Grell et de Carl Albert Löschhorn (de). Il a longtemps vécu à Berlin.
Il a écrit de nombreuses pièces pour le piano (plus de 500), pièces d'un caractère généralement facile et élégant, qui ont connu un vrai succès. Il a aussi réalisé des transcriptions pour le piano d'œuvres célèbres de Wolfgang Amadeus Mozart, d'Anton Rubinstein, etc.